# Giuseppe Patania

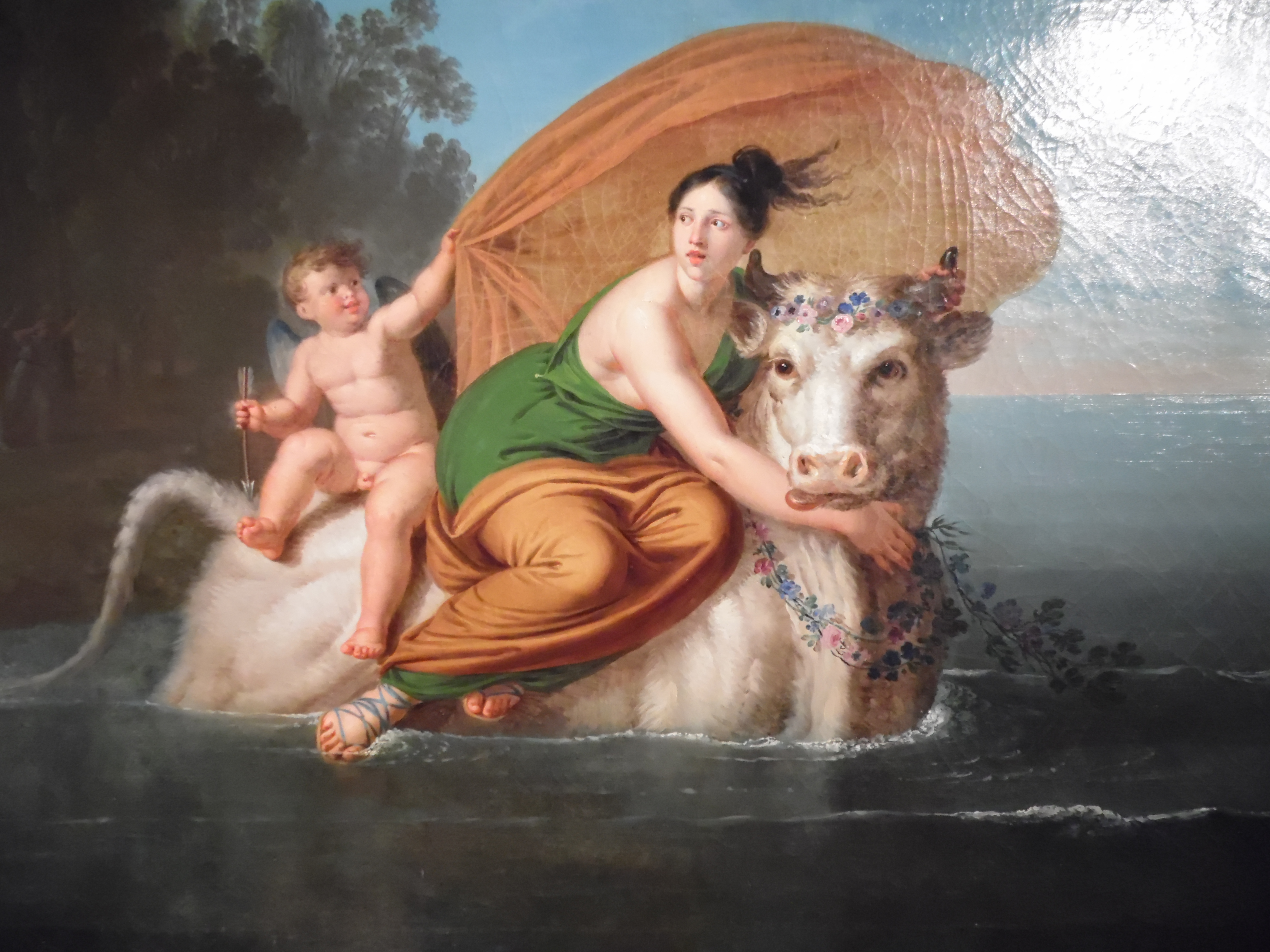
Giuseppe Patania: Ratto d‘ Europa (1828–1829). Galleria d’Arte Moderna (Palermo)

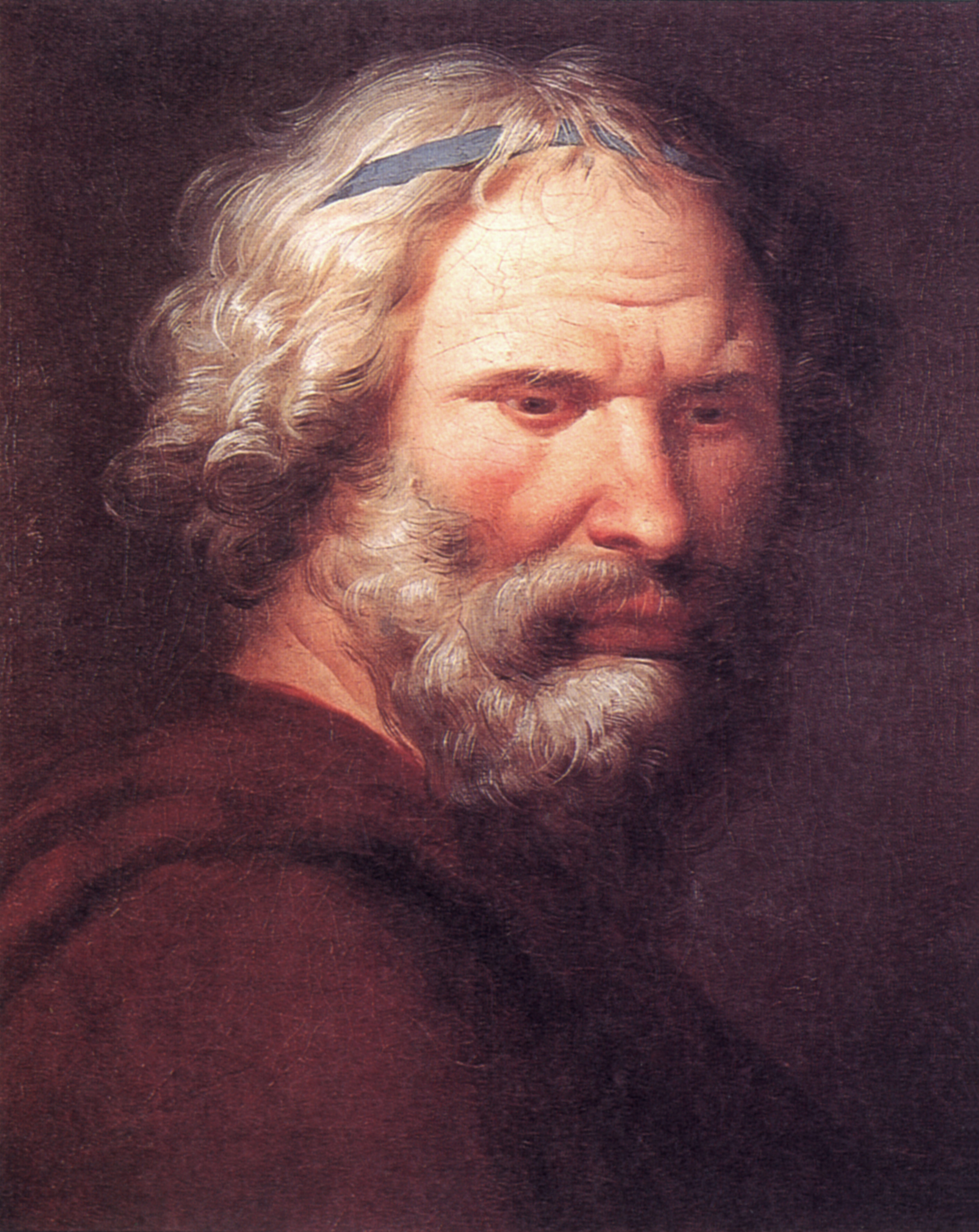
Giuseppe Patania: Archimedes. Biblioteca Comunale (Palermo)

Giuseppe Patania (* 18. Januar 1780 in Palermo; † 23. Februar 1852 in Palermo) war ein italienischer Maler des Klassizismus auf Sizilien.

## Leben
Patania war in Palermo Schüler von Giuseppe Velasco und Vincenzo Riolo, dann besuchte er die Accademia del Nudo.
Zunächst widmete er sich Themen sakralen Inhalts, die er meist als Fresko ausführte.  Später wechselte er zu mythologischen Themen, malte Altarbilder und gilt als einer der besten Porträtisten Palermos im 19. Jahrhundert. Einer seiner Schüler war Gerlando Marsiglia.
1841 wurde Giuseppe Patania in New York zum Ehrenmitglied (Honorary NA) der National Academy of Design gewählt.

## Werke (Auswahl)
Fresken
- Kathedrale  (Nicosia): Martyrium des San Placido
- Chiesa dei Basiliani (Randazzo): „Christi Verklärung“
- Chiesa Omonima (Salemi): „Santa Chiara“
- Palazzo dei Normanni (Palermo): Freskendekoration in der Sala della Udienza

Altarbilder in Palermo
- Chiesa Santissima Trinità della Magione (Palermo): Geißelung Christi
- Chiesa di San Giuseppe dei Teatini (Palermo): „Madonna della Catena“
- Chiesa di Santa Maria di Monte Oliveto (Palermo): „Trinität“
- Chiesa di San Niccolo d’ Greco (Palermo): „Verklärung“, „Abendmahl“ und „Taufe Christi“

Porträts
- Palazzo dei Normanni (Palermo): Porträts von Kardinal Gravina, Principe di Campofranco und Marchese della Favare
- Biblioteca Comunale di Palermo: Bildnis Archimedes, Porträt Vincenzo Bellini und anderer Sizilianer
- Galleria d’Arte Moderna (Palermo): Porträt eines Priesters
- Uffizien (Florenz): Selbstporträt

Außerdem befinden sich Werke von Patania im Museo Diocesano di Palermo, im Museo Civico Castel Ursino im Castello Ursino in Catania, in Piana degli Albanesi die Chiesa di San Demetrio und  die Chiesa di San Giorgio sowie im Museo Regionale Pepoli in Trapani.

## Ausstellungen
- GAM, Palermo: Retrospektive “Giuseppe Patania nelle collezioni del Museo”. Vom 16. Mai bis 6. Juni 1998 (mit Katalog)